# Diversibipalium mayottensis
Diversibipalium mayottensis – prawdopodobnie zawleczony z Madagaskaru gatunek płazińców opisany w 2022 r. na Majotcie na podstawie cech morfologicznych i mitogenetycznych.
Cechą charakterystyczną jest niebiesko-zielona, lekko opalizująca barwa, z rdzawobrązową płytką na przodzie i jasnobrązową powierzchnią brzuszną z jeszcze jaśniejszą podeszwą. Analiza genetyczna nie pozwoliła przypisać ich do żadnego znanego rodzaju płazińców. Gatunek osiąga ok. 3 cm długości.